# Шевченко, Юрий Николаевич
Юрий Николаевич Шевченко (8 июля 1926, Киев, Украинская ССР, СССР — 7 марта 2016) — советский и украинский учёный в области механики, академик Национальной Академии Наук Украины.

## Биография
В 1951 г. окончил Киевский университет им. Т. Г. Шевченко, в 1961 г. — аспирантуру Киевского политехнического института.
С 1961 г. — в Институте механики Академии наук Украинской ССР (с 1972 г. — заведующий отделом).
Профессор Киевского политехнического института и Киевского инженерно-строительного института.
С 1982 г. — член-корреспондент АН УССР. Академик Национальной Академии Наук Украины (1997).
Труды по вопросам расчёта твёрдости машиностроительных элементов при высоких температурах, создал теорию термовязкопластичности.